# 安田篤 (植物学者)
安田 篤（やすだ あつし、1868年9月8日 - 1924年5月12日）は、日本の菌類学者である。

## 略歴
東京の旗本の家に生まれた。府立一中から第一高等学校を経て、東京帝国大学植物学科に入学した。松村任三、三好学の指導を受け、菌類の生理学を学んだ。1897年、第二高等学校（東北大学）の講師となり、同年教授となった。蘚苔類、地衣類、菌類の研究を行った。樹木の病害を起こす原因菌の研究も行い、記載した菌類には、Thelephora japonica Yasuda（イボタケ）、Mycoleptodonoides pergamenea (Yasuda) Aoshima & H.Furuk（ブナハリタケ）、Trametes orientalis (Yasuda) Imazeki（クジラタケ）、などがある。息子の安田勲は花卉園芸学の草分け的存在で岡山農業専門学校の教授を務めた。 

## 栄典
- 1897年（明治30年）11月30日 - 従七位[1]

## 研究における関係者
兵庫県の篠首で研究報告をつづけていた大上宇市には、菌類についての情報提供や指導を行っており、親しい関係にあった。

## 著書
- 植物学汎論  博文館
- 植物学各論 博文館
- 植物學新教科書 : 全  六盟館 (1912)
- 普通植物學教科書 六盟館 (1911)
- 日本産地衣類図説